# Fimbriatodiplosis calceus
Fimbriatodiplosis calceus är en tvåvingeart som beskrevs av Fedotova och Vasily S. Sidorenko 2004. Fimbriatodiplosis calceus ingår i släktet Fimbriatodiplosis och familjen gallmyggor. Inga underarter finns listade i Catalogue of Life.